# Andrew Murray (Biologe)

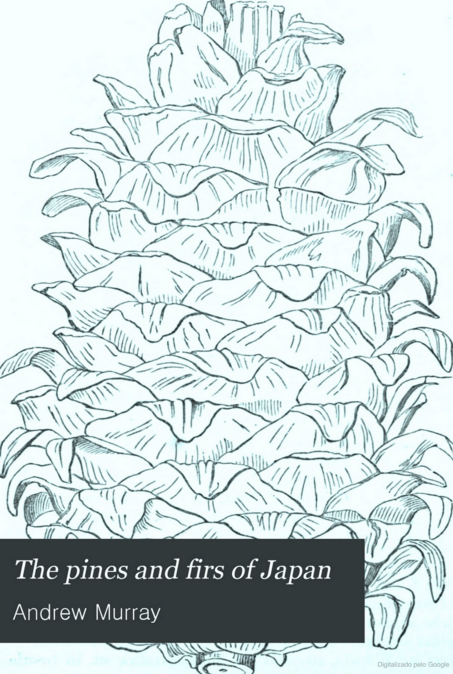
Die Kiefern und Tannen von Japan von Andrew Murray (1812–1878), Arbeit im Jahre 1863 bearbeitet

Andrew Dickson Murray (* 19. Februar 1812 in Edinburgh; † 10. Januar 1878 in Kensington (London)) war ein schottischer Botaniker, Zoologe und Biogeograph. Sein offizielles botanisches Autorenkürzel lautet „A.Murray bis“. Früher war auch das Kürzel „A.Murr.“ in Gebrauch.

## Leben und Wirken
1857 wurde Murray Professor für Naturkunde am New College, Edinburgh und im selben Jahr Mitglied der Royal Society of Edinburgh. In den Jahren 1858 und 1859 war er Präsident der Botanical Society of Edinburgh und der Royal Physical Society. Nach seinem Umzug nach London 1861 wurde er Mitglied der Linnean Society of London und stellvertretender Sekretär der Royal Horticultural Society, zu deren wissenschaftlichem Direktor er 1877 gewählt wurde.
Für die Horticultural Society legte er 1868 eine Sammlung von Schad- und Nutzinsekten an und veröffentlichte 1877 die Ergebnisse dieser Forschungen.

## Werke
- Botanical expedition to Oregon, 1849–1859
- Catalogue of the Coleoptera of Scotland, 1853
- The Pines and Firs of Japan, 1863
- The Pinetum britannicum, Teile 4 bis 37, 1863–1884.
- The Geographical Distribution of Mammals, 1866
- Economic Entomology, 1877